# Laubbach (Ostrach)
Laubbach ist eine von acht Ortschaften der baden-württembergischen Gemeinde Ostrach im Landkreis Sigmaringen in Deutschland.

## Geographie
Laubbach liegt etwa zweieinhalb Kilometer südlich vom Hauptort Ostrach im Tal der Ostrach.
Ausdehnung des Gebiets
Die Gesamtfläche der Gemarkung Laubbach umfasst 853 Hektar (Stand: 31. Dezember 2023).
Gliederung
Die Ortschaft Laubbach besteht aus den drei Teilorten Laubbach, Ober- und Unterweiler.

## Geschichte
Urkundlich erstmals erwähnt wurde Louipahc (von loub = Laubwald) 1204. Das Dorf gehörte den Edelfreien von Schussenried und kam 1272 an das Kloster Schussenried. 1677 wurde es an Graf Anton Euseb von Königsegg (1639–1692) verkauft.
1806 kam Laubbach unter die Staatshoheit des Königreichs Württemberg und wurde dem Oberamt Saulgau zugeordnet, war aber dort zunächst keine eigenständige Gemeinde, sondern Bestandteil der Gemeinde Königseggwald. 1830 fusionierte es mit Ober- und Unterweiler zu einer eigenständigen Gemeinde. 1938 kam Laubach zum Landkreis Saulgau und 1973 zum Landkreis Sigmaringen.
Im Zuge der Gebietsreform in Baden-Württemberg wurde Laubbach am 1. Oktober 1974 nach Ostrach eingemeindet.
Einwohnerentwicklung
In Laubbach wurden 1829 81 Einwohner gezählt, 2012 waren es 228, heute sind es 272.
| 1829 | 1961 | 1970 | 2012 | 2014 |
| ---- | ---- | ---- | ---- | ---- |
| 81   | 227  | 208  | 228  | 222  |

## Politik
Ortsvorsteherin
Ortsvorsteherin Laubbachs ist seit dem 11. Januar 2016 Nicole Greisle.

## Kultur und Sehenswürdigkeiten
Südlich von Laubbach liegt der ursprünglich zum Betrieb einer Mühle und als Fischteich angelegte, rund 42 Hektar große Laubbacher Mühleweiher.

### Bauwerke
Die Marienkapelle wurde erstmals Anfang 13. Jahrhundert erwähnt. Sie wurde vermutlich 1602 von der Abtei Schussenried in nachgotischen Formen neu erbaut und verfügt über einen neugotischen Turm von 1868. Sie zeigt sich heute als Saalkirche mit Westturm und eingezogenem dreiseitigen Chor. Die Skulpturen stammen aus dem 14. bis 18. Jahrhundert.

### Dreiländereck
Südlich von Laubbach, am Rand des Pfrunger-Burgweiler Rieds (Koordinaten), gab es 1806 eines von vier Dreiländerecken auf der Gemarkung Ostrach, dessen Teilorte in Baden, Hohenzollern und Württemberg lagen und an der die drei Länder auf einen gemeinsamen Grenzpunkt stießen. Ein Grenzpfosten mit einer Hinweistafel des Grenzsteinmuseums Ostrach und den drei Wappen der ehemaligen Länder markiert diesen Punkt. Die anderen Dreiländerecken liegen bei Jettkofen, Magenbuch und Wangen.

Baden
Hohenzollern
Württemberg

## Wirtschaft und Infrastruktur
Bürgerbus

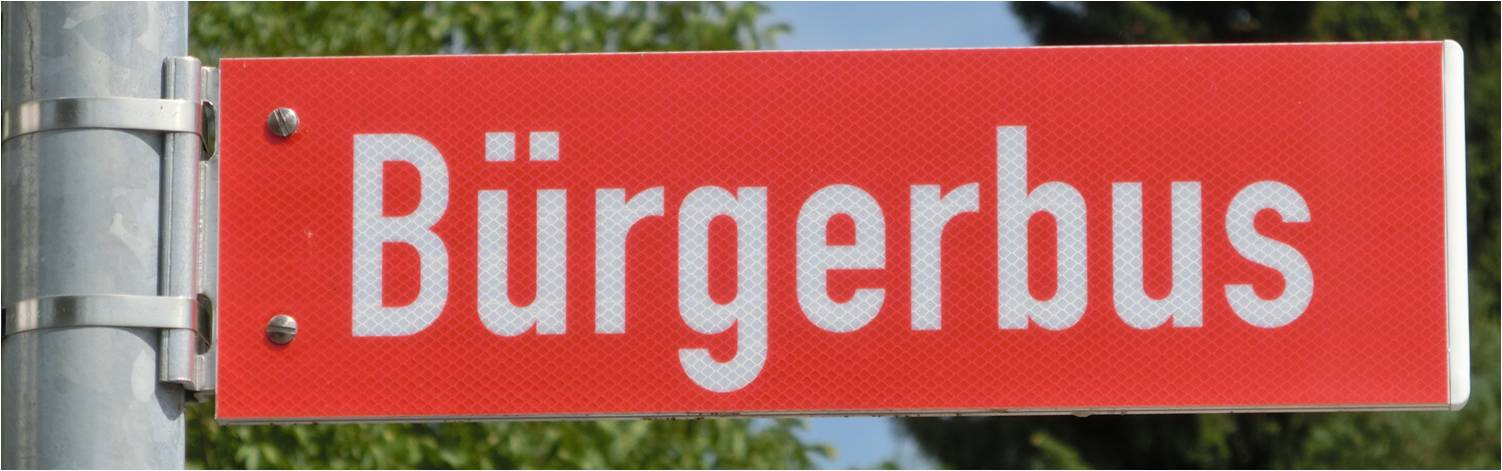
Haltestelle „Bürgerbus“

Der Ostracher Bürgerbus ergänzt den öffentlichen Nahverkehr und verbessert unter anderem die Mobilität von Menschen mit Behinderungen. An zwei Tagen in der Woche fährt der Bus nach einem festen Plan zwischen der Ostracher Ortsmitte und Oberweiler, Unterweiler sowie Laubbach.
Der Bürgerbus wird von der Gemeinde Ostrach finanziert und vom Bürgerbus-Verein sowie ehrenamtlichen Fahrern und Helfern betrieben.